# Go-Hanazono
Go-Hanazono (後花園, 10 de julho de 1419 – 18 de janeiro de 1471) foi o 102º imperador do Japão, na lista tradicional de sucessão. Pertencia ao Ramo Jimyōin-tō da Família Imperial. Seu reinado abrangeu os anos de 1428 a 1464.

## Vida
Antes de ascender ao Trono do Crisântemo, seu nome pessoal era Hikohito, o filho mais velho do Príncipe Imperial Sadafusa, o terceiro líder do ramo Fushimi-no-miya da família impérial, (descendente do imperador Go-Fushimi). Sua mãe era Yukiko, que mais tarde adotara o nome budista de Shikiseimon'in e era filha de Niwata Tsuneari do Clã Minamoto.
Antes da morte de Shōkō, seu pai Go-Komatsu o havia instado a adotar Sadafusa, neto do terceiro soberano do norte o imperador Sukō, e torná-lo seu herdeiro. Mas Shōkō teve um de seus ataques de fúria e não pôde ser persuadido a obedecer. Sadafusa deixou a capital e tornou-se um sacerdote budista então Go-Komatsu adotou seu filho Hikohito de dez anos de idade, seu sobrinho de terceiro grau.
Em 20 de julho de 1428, no 17º ano do reinado de Shōkō, o imperador morreu aos 27 anos; e a sucessão foi recebida por seu filho adotivoHikohito. Nove dias depois o Go-Hanazono foi entronizado. O novo imperador tinha na época 10 anos e passou a comandar uma Corte empobrecida por trinta e seis anos.
Os tempos difíceis da Corte refletiram no estado da nação como um todo. Em 1441, o xogum Ashikaga Yoshinori foi assassinado e, com sua morte, até mesmo a aparência de um governo central entrou em colapso. A autoridade do xogunato acontecia apenas na região da própria capital: o resto do país coalhado pelas rivalidades entre os Senhores da Guerra provincianos. No entanto, mesmo nesta situação perigosa, as intrigas dinásticas continuaram a ser uma característica da vida na Corte, e o reinado de Go-Hanazono foi caracterizado por uma sucessão tramas arquitetadas por membros do Ramo Daikaku-ji para explorar a derrocada geral que estava ocorrendo visando recuperar o poder. Uma dessas tramas ocorreu em 1443 com uma tentativa de raptar Go-Hanazono no próprio palácio, que acabou sendo incendiado. O Imperador conseguiu escapar, mas os conspiradores roubaram as sagradas joias da coroa e se refugiaram no complexo do templo do Monte Hiei.
Até 1433, quando Go-Komatsu morreu, este era quem de fato governava como Imperador Aposentado. Depois disso, houve cerca de 30 anos de governo imperial direto de Go-Hanazono, até sua abdicação em 21 de agosto de 1464, quando abdicou em favor de seu filho Go-Tsuchimikado e ele mesmo continuou a governar como Imperador Aposentado.
Em 18 de janeiro de 1471, Go-Hanazono veio a falecer. A Agência da Casa Imperial reconhece Yamakuni no Misasagi em Keihoku-ku, Quioto como seu túmulo.